# Domingos Martins Costa
Domingos de Almeida Martins Costa (Brejo, Maranhão, 15 de julho de 1851 — Petrópolis, 2 de abril de 1891) foi um médico cardiologista brasileiro.
Filho do alferes Domingos de Almeida Martins Costa e de Ludovina Martins Ferreira, proprietários de terras na região do Brejo dos Anapurus, no Maranhão. Era neto paterno de Luís Augusto Martins da Costa e de D. Caetana de Almeida Brandão, e neto materno de Manuel Martins Ferreira e de D. Durçulina Maria da Conceição. Seu primo foi o senador Cândido Mendes de Almeida, proveniente da mesma região. Também, seu irmão foi o jurista José de Almeida Martins Costa, este, desembargador do Tribunal de Justiça da Província de São Pedro do Rio Grande do Sul (atual Tribunal de Justiça do Estado do Rio Grande do Sul), tendo exercido a presidência da corte de 1891 a 1892 , além de José ser o fundador do ramo do Rio Grande do Sul da família Martins Costa.
Domingos radicou-se no Rio de Janeiro, a cidade onde mais atuou na sua profissão, tornando-se um conceituado médico na província. É um dos principais ascendentes duma tradicional família brasileira do Maranhão, e que se difundiu nos estados do Rio de Janeiro e Rio Grande do Sul: os Martins Costa.
Foi eleito membro da Academia Nacional de Medicina em 1876, ocupando a Cadeira 6, com o número acadêmico 118, na presidência de José Pereira Rego.